# Priest...Live!
Priest...Live! er det andet livealbum af det britiske heavy metal-band Judas Priest, som blev optaget gennem to optrædener på deres verdensturné i 1986.
Alle sangene fra Priest...Live! blev indspillet i 1986 på deres Fuel For Life-turné, der blev planlagt for at støtte udgivelsen af albummet Turbo. Der var ingen numre fra deres udgivelser fra 1970'erne inkluderet, dog fulgte "Hell Bent for Leather" med som et bonusspor på den genudgivet albumudgave i 2002. Priest...Live! solgte ikke nær så godt som det tidligere koncertalbum Unleashed in the East, men fik alligevel tildelt guldstatus i USA
Versionen af sporet "Heading Out to the Highway" på dette album indeholdt en anden solo af K.K. Downing og Glenn Tipton, end den der var på studieversionen. Sangen er også længere, hvilket skyldes den tilføjet solo.
Versionen af "Breaking the Law" inkluderede også en solo af K.K. Downing, som ikke var med på studiesporet. Dette gjaldt også sangens tempo, der var langt hurtigere på Priest...Live! end på studiealbumsversionen.
Albummet blev første gang udgivet den 21. juni 1987 og genudgivet som en digital kvalitetsforbedret version i 2002, hvor der var blevet tilføjet tre bonusnumre til sporlisten.
En video til koncerten var også med på Judas Priest dvd'en Electric Eye" i 2003.

## Spor
Alle sange er skrevet af Rob Halford, K.K. Downing og Glenn Tipton, medmindre andet står noteret.

### Disk et
1. "Out in the Cold" – 6:51
2. "Heading Out to the Highway" – 4:53
3. "Metal Gods" – 4:11
4. "Breaking the Law" – 2:42
5. "Love Bites" – 5:27
6. "Some Heads Are Gonna Roll" (Bob Halligan, Jr) – 4:23
7. "The Sentinel" – 5:13
8. "Private Property" – 4:51

### Disk to
1. "Rock You All Around the World" – 4:41
2. "The Hellion/Electric Eye" – 4:19
3. "Turbo Lover" – 5:53
4. "Freewheel Burning" – 5:01
5. "Parental Guidance" – 4:10
6. "Living After Midnight" – 7:24
7. "You've Got Another Thing Comin'" – 8:05
8. "Screaming for Vengeance" – 5:55
  - Bonusspor på den kvalitetsforbedret version fra 2002, indspillet i 1982 på Screaming for Vengeance-turnéen
9. "Rock Hard, Ride Free" – 6:42
  - Bonusspor på den kvalitetsforbedret version fra 2002, indspillet i 1984 Defenders of the Faith-turnéen
10. "Hell Bent for Leather" (Tipton) – 4:42
  - Bonusspor på den kvalitetsforbedret version fra 2002, indspillet i 1986 på Turbo-turnéen

## Musikere
- Rob Halford – Vokal
- K.K. Downing – Guitar
- Glenn Tipton – Guitar
- Ian Hill – Bas
- Dave Holland – Trommer